# Visakhapatnam
Visakhapatnam (telugu: విశాఖపట్నం, abans Vizagapatam abreujat Vizag o Visakha) és una ciutat costanera, port i corporació municipal anomenada "La Joya de la Costa Oriental", a l'estat d'Andhra Pradesh, capital del districte de Visakhapatnam. Consta al cens del 2001 amb una població de 969.608 habitants i l'àrea urbana d'1.329.472 habitants. Quan el govern va aprovar la formació de la Greater Visakhapatnam amb la unió del municipi de Gajuwaka i 32 pobles de la rodalia la població hauria pujat vers els 3.300.000 habitants (manca encara cens oficial). Disposa d'un aeroport internacional. Està situada a 17° 42′ N, 83° 18′ E / 17.700°N,83.300°E i es seu del comandament de la marina índia.

## Història
Vizagapatam va sorgir com una factoria anglesa establerta a la meitat del segle XVII en una població de poca importància anterior. El 1689 la factoria fou ocupada per Aurangzeb. Al segle següent, el 1757, es va rendir al francès Bussy, sent recuperada pels britànics posteriorment, oficialitzant-se la cessió per l'emperador el 1765. El 1794 fou capital administrativa i el 1803 va ser establerta com a capital de districte. El setembre de 1804 es va lliurar davant el port la batalla naval de Vizagapatam. La municipalitat es va formar el 1866. El 1901 tenia 40.892 habitants.